# Excision
Jeff Abel, beter bekend als Excision, is een Canadees dubstep-/drum-and-bass-producer. Excision werkt vaak met producers Datsik en Downlink.

## Discografie

### Albums
- Excision - X Rated [mau5trap / 2011]

### Singles en ep's
2007:
- Excision - No Escape
- Excision - Pause / Launch EP Part 1
- Excision - Warning / Launch EP Part 6

2008:
- Excision & Noiz - Do It Now
- Excision & Subvert - Dirt Nap
- Excision - Serious Business/Wasted

2009:
- Excision & Endophyte/Redline - Marauder/Square One
- Excision - System Check / Aftermath EP
- Excision & Datsik - Boom/Calypso Boom EP
- Excision & DZ - Yin Yang
- Excision - Obvious
- Excision & Datsik- Swagga/Invaders
- Excision & The Subdivision - Hypothermic/Titanium
- Excision - Know You / ROT004

2010:
- Excision & Liquid Stranger - Get To the Point/One
- Excision & Endophyte - Aliens
- Excision - Too Late
- Excision - Subsonic
- Excision & Noiz - Force
- Excision - Whalestep ft. Stickybuds / Various EP
- Excision & Downlink - Heavy Artillery/Reploid

2011:
- Excision & Downlink (with Skaught Parry) - Existence EP
- Excision & Downlink - Crowd Control
- Excision, Downlink & Ajapai - Before The Sun

2012:
- Excision - Brutal
- Excision & Downlink - Headbanga
- Excision, Downlink & Space Laces - Destroid 1 Raise Your Fist

2013:
- Excision & Datsik - Vindicate
- Excision & Ajapai - Destroid 9 Blast Off
- Excision & Space Laces - Destroid 11 Get Stupid

2014:
- Excision & Downlink - Rock You
- Excision & Space Laces - Destroid 7 Bounce VIP / Destroid 10 Funk Hole VIP EP
- Excision & The Frim - Night Shine (feat. Luciana)

2015:
- Excision & Pegboard Nerds - Bring The Madness (feat. Mayor Apeshit)
- Excision & Downlink - Robo Kitty
- Excision & Dion Timmer - Again & Again ft. Matt Rose

### Remixes
2009:
- Ultrablack - Bear Trap (Excision Remix) / Aftermath EP
- Wu-Tang Clan - Biochemical Equation (Excision & Datsik Remix)
- Ctrl Z vs. Freestylers - Ruffneck '09 (Excision & Datsik Remix)
- Ivory - Hand Grenade (Excision & Datsik Dubstep Remix)
- Pendulum - Showdown (Excision Remix)

2010:
- Excision & Datsik- Retreat/No Escape (Remixes)
- Excision & Datsik- Boom/Swagga (Remixes)
- Foreign Beggars & Noisia - No Holds Barred (Excision Remix)
- Excision & Datsik - Boom/Calypso (Remixes) / Various EP
- Spor vs. Apex (producer)|Apex - Nowhere to Run (Datsik & Excision Remix)
- Excision - Subsonic (Elite Force Remix)
- Noisia - Alpha Centauri (Excision & Datsik Remix)
- Lil' Wayne - A Milli (Excision & Datsik Remix)

2012:
- Excision & Liquid Stranger - Get to the Point (Cyberoptics Remix)
- Excision & Downlink - Crowd Control (Delta Heavy Remix & Pixel Fist Remix)

2015:
- Excision & Pegboard Nerds - Bring The Madness (The Remixes)